# Аспергилл жёлтый
Асперги́лл жёлтый (лат. Aspergíllus flávus) — вид гетероталличных грибов-аскомицетов, относящийся к роду Аспергилл (Aspergillus). Ранее это название применялось только к анаморфной стадии гриба. Сапротроф и патоген, продуцирует смертельно опасные микотоксины  — афлатоксины.

## Описание
Колонии на агаре Чапека с дрожжевым экстрактом (CYA) 6—7 см в диаметре на 7-е сутки, бархатистые по краю до шерстистых хотя бы в центральной части, с белым мицелием и обильным спороношением по всей поверхности, за исключением шерстистых участков, в серо-зелёных, жёлто-зелёных, оливково-жёлтых тонах, реже жёлтым, затем жёлто-зелёным. Часто образует склероции — беловатые, затем красно-коричневые до почти чёрных, иногда покрывающие почти всю колонию (тогда конидиальное спороношение слабовыраженное), шаровидные, 400—1000 мкм в диаметре. Реверс неокрашенный. При 37° C колонии 5,5—6,5 см в диаметре, сходные с колониями, образующимися при 25 °C, с оливковым спороношением, иногда с более обильными склероциями. На агаре с солодовым экстрактом (MEA) колонии 5—7 см в диаметре на 7-е сутки, обычно менее густые, чем на CYA.
Конидиеносные головки обыкновенно двухъярусные, но иногда преобладают одноярусные (на малых вздутиях), с неокрашенной или коричневатой ножкой 400—1000 мкм и более длиной, с шаровидным апикальным вздутием до 20—65 мкм. Метулы покрывающие верхние три четверти вздутия, 6—10 (16) мкм длиной. Фиалиды 6,5—10 мкм (при отсутствии метул — до 14 мкм) длиной. Конидии шаровидные и почти шаровидные, часто несколько неодинаковых формы и размеров, мелкошероховатые, редко гладкие, 3,5—5 мкм в диаметре.
Телеоморфа на смешанно-зерновом агаре (MCA) образует жёсткие склероциевидные стромы с клейстотециями, из которых часто только половина несут аски со спорами. Аски обычно восьмиспоровые (но нередко с 1—6 спорами), 19—30 × 16,5—26,5 мкм. Аскоспоры сплюснутые, шаровидные до широкоэллипсоидальных, мелкобородавчатые, с узким экваториальным гребнем, 8—12,5 × 7,5—12 мкм.

### Отличия от близких видов
Близок Aspergillus parasiticus, который отличается толстостенными шиповатыми шаровидными конидиями, преимущественно одноярусными головками с верхушечным вздутием до 30 мкм. Aspergillus oryzae отличается более слабым спороношением — зеленоватым, затем оливково-коричневым. Конидии у этого вида несколько крупнее, часто гладкостенные. Aspergillus nomius образует пулевидные склероции (при их отсутствии морфологически неотличим).

## Экология
Повсеместно распространённый гриб (космополит), наиболее часто выделяемый из тропических регионов. Обнаруживается в почве, на плодах и семенах, на растительных остатках, на пищевых продуктах. Больше всего поражает растения с повышенным содержанием крахмала (зерновые культуры — пшеница, рис, кукуруза, просо итд.) и жирных кислот (бобовые и масличные культуры — арахис, грецкие орехи, нут, соя, семена подсолнечника и хлопчатника, но в особенности арахис).
Основной продуцент афлатоксинов B1, B2, G1, G2, вызывающих поражение печени, почек, иммунной системы, а также обладающих гепатоканцерогенным и тератогенным эффектом.
Один из наиболее частых возбудителей аспергиллёза.

## Таксономия
Aspergillus flavus Link, Mag. Ges. Naturf. Fr. Berl. 3(1): 16 (1809).

### Синонимы
- Aspergillus effusus Tirab., 1908
- Aspergillus jeanselmei M.Ota, 1923
- Aspergillus luteus (Bainier) C.W.Dodge, 1935
- Aspergillus microviridicitrinus Costantin & Lucet, 1905
- Aspergillus thomii G.Sm., 1951
- Aspergillus subolivaceus Raper & Fennell, 1965
- Aspergillus variabilis Gasperini, 1887
- Aspergillus wehmeri Costantin & Lucet, 1905
- Monilia flava (Link) Pers., 1822
- Petromyces flavus B.W.Horn et al., 2009
- Sterigmatocystis jeanselmei (M.Ota) Nann., 1934
- Sterigmatocystis lutea Bainier, 1880
- Sterigmatocystis variabilis (Gasperini) Sacc., 1892